# Marendellea harrisae
Marendellea harrisae är en insektsart som beskrevs av Williams D. J. 1970. Marendellea harrisae ingår i släktet Marendellea och familjen ullsköldlöss.
Artens utbredningsområde är Nigeria. Inga underarter finns listade i Catalogue of Life.